# Zwaluwbaardkoekoek
De zwaluwbaardkoekoek (Chelidoptera tenebrosa) is een vogel uit de familie van de baardkoekoeken (Bucconidae).

## Kenmerken
Het verenkleed, dat bij beide geslachten gelijk is, is zwart tot donkergrijs. De lichaamslengte bedraagt 18 cm en het gewicht 35 gram.

## Leefwijze
Het zijn uitstekende, acrobatische vliegers. Ze zitten in de boomtoppen en loeren daar op prooien, meestal insecten, die ze in volle vlucht vangen.

## Verspreiding
Deze standvogel komt voor in het noordelijke helft van Zuid-Amerika en telt drie ondersoorten:
- C. t. pallida: noordwestelijk Venezuela.
- C. t. tenebrosa: van oostelijk Colombia tot de Guyana's tot noordelijk Bolivia en centraal Brazilië.
- C. t. brasiliensis: oostelijk en zuidoostelijk Brazilië.

## Status
De grootte van de populatie is niet gekwantificeerd maar de soort wordt omschreven als algemeen. Op de Rode lijst van de IUCN heeft deze soort de status niet bedreigd.